# ROSTA

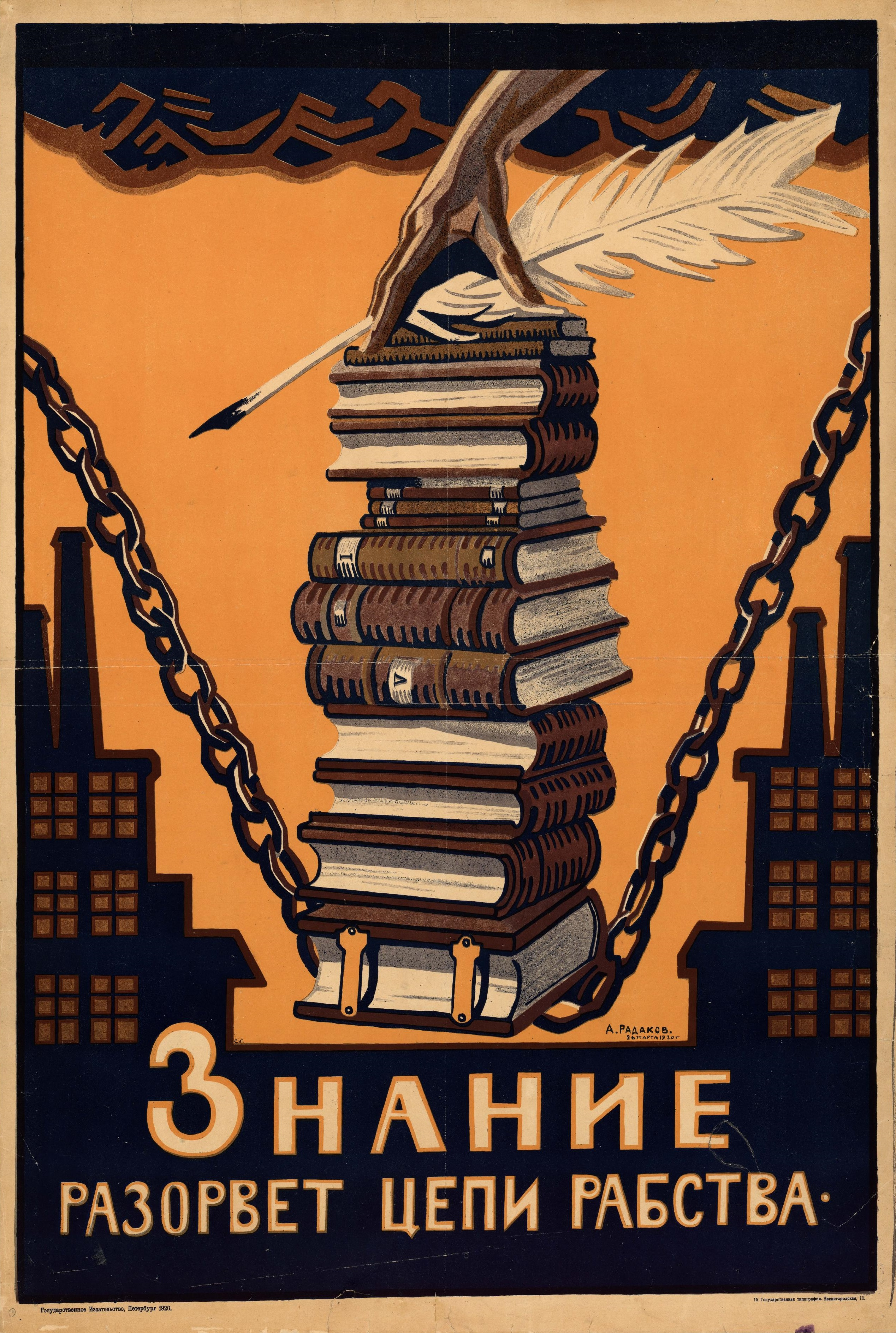
ROSTA-poster, Radakov, 1920

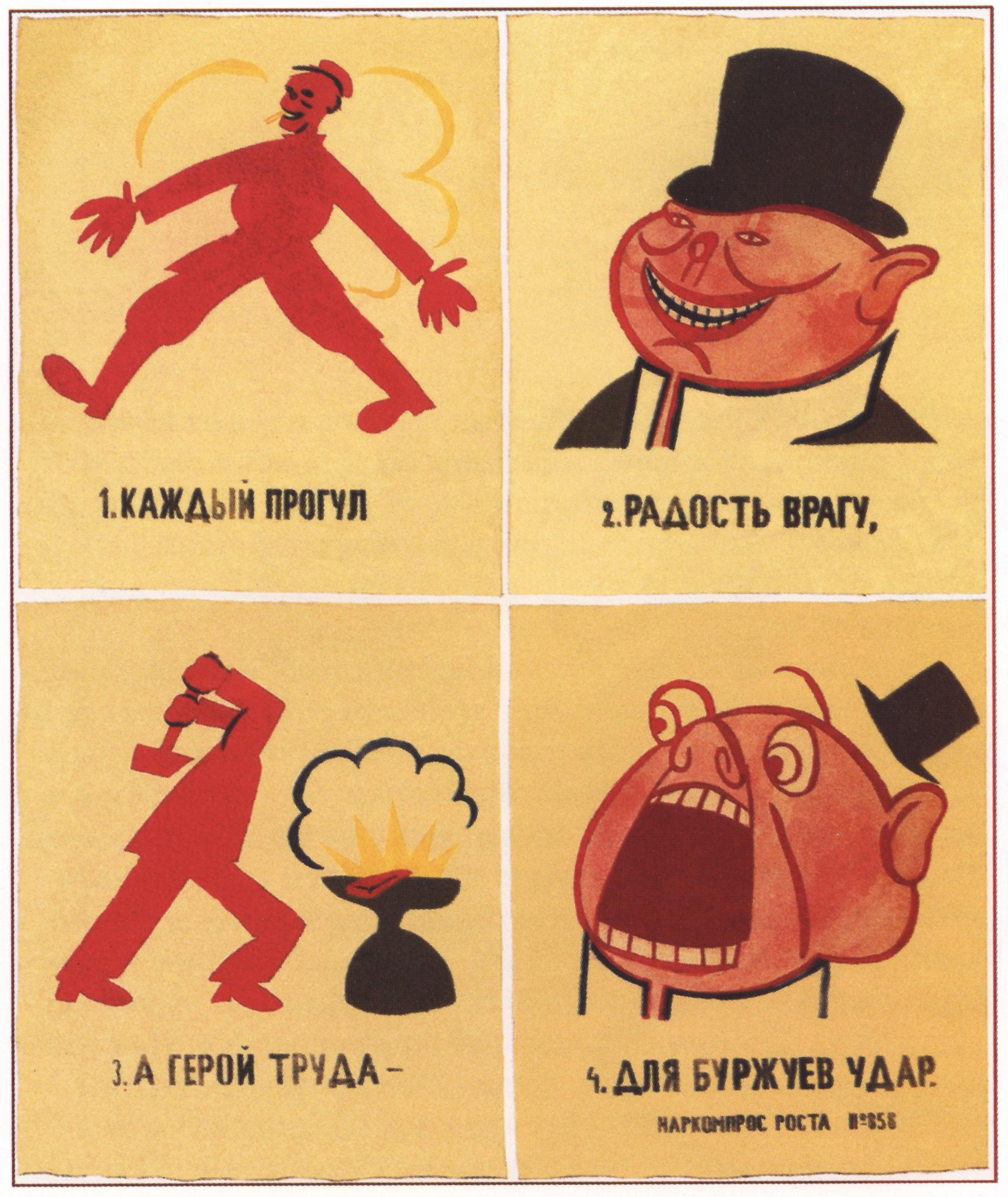
ROSTA-poster, Majakovski, 1921

ROSTA (РОСТА, Russisch: Российское телеграфное агентство, Rossiejskoje telegrafnoje agentstvo) was het revolutionaire persbureau van de Sovjet-Unie van 1918 tot 1925, toen ze werd afgelost door TASS.

## ROSTA-posters
De naam ROSTA is vooral ook bekend door de agitprop-posters die het persbureau liet maken door bekende avant-gardistische en futuristische kunstenaars als Vladimir Majakovski, Vadim Sjersjenevitsj, Vladimir Lebedev, Aleksej Radakov en Aleksandr Rodtsjenko. De posters beelden vooral revolutionaire propaganda-thema’s uit, maar richten zich ook op alledaagse onderwerpen als de strijd tegen luizen en infecties en tegen alcoholisme. Daarbij werd gebruikgemaakt van een combinatie van beeld en tekst, soms in een soort stripvorm (vergelijkbaar met de oud-Russische volkskunst Loebok) welke ook begrepen moest worden door mensen die nauwelijks konden lezen en schrijven. Vanwege de enorme grootte van de posters konden ze niet gedrukt worden, maar werden ze handmatig (lithografisch) vervaardigd, met behulp van sjablonen. ROSTA-posters waren vooral in Moskou te zien, maar werden ook naar andere Russische steden verspreid.
De unieke stijl van de ROSTA posters is nauw verwant met het constructivisme en was van grote invloed op latere modernistische stromingen zoals de Pop-art en reclamekunst.